# XQF
XQF是一个游戏服务浏览器，设计者为Roman Pozlevich作为Qstat的GUI。帮助游戏者找到服务器，从1998年开始开发。是同类中的先行者之一。XQF为X11/GTK系统创作，多数类Unix都可以使用。
XQF和竞争者不同的是自身只是图形界面GUI，使用Qstat获取信息的能力，功能完全依赖于Qstat。

## 支持
Qstat支持Quake (NetQuake), QuakeWorld, Hexen II, HexenWorld, Quake II, Quake III, Quake 4, Unreal/UT, Turok2, Sin, Half-Life, Shogo, Tribes, Tribes 2, BFRIS, Kingpin, Heretic II, Soldier of Fortune, Battlefield 2/2142, Half-Life, ETQW等。